# Bruntonichthys
Bruntonichthys là một chi cá da phiến từ thành hệ Gogo Reef. Nó là cá nhỏ, có mắt lớn và hàm nhỏ. Các nhà nghiên cứu cho rằng chúng săn động vật thân mềm nhỏ.